# Earth Simulator
Earth Simulator — найшвидший суперкомп'ютер у світі від 2002 до 2004 року. Система розроблена Японським агентством аерокосмічних досліджень і Японським інститутом ядерних досліджень у 1997 році для дослідження ефекту глобального потепління і розв'язання геофізичних задач.
Також Earth Simulator можна вважати найдорожчим комп'ютером, його вартість оцінюється в $500 млн.
Суперкомп'ютер встановлено в дослідницькому центрі Earth Simulator Center, розташованому в Йокогамі, Японія. Він має продуктивність 35,86 Тфлопс.
Earth Simulator створено на обчислювальних вузлах архітектури NEC SX п'ятого покоління. Він складається з 640 вузлів NEC SX-6, по 8 векторних процесорів і 16 ГБ пам'яті на кожному; всього 5120 процесорів. Використовується операційна система ES OS на основі SUPER-UX.

## Продуктивність
На тесті LINPACK показав продуктивність 35,8 Тфлопс і зайняв перший рядок у списку TOP500 у червні 2002 року, перевершивши найближчого конкурента ASCI White гігантським стрибком — у 5 разів. Займав перше місце до листопада 2004 року, після чого 29 вересня 2004 представлено прототип IBM Blue Gene/L, який перевершив Earth Simulator за продуктивністю. Востаннє брав участь у рейтингу TOP500 у листопаді 2008 року і посів 74-е місце.

## Earth Simulator 2
У березні 2009 створено новий суперкомп'ютер Earth Simulator 2 (ES2). Він має архітектуру NEC SX-9/E з піковою теоретичною продуктивністю на 1280 процесорах 131 Тфлопс. 160 обчислювальних вузлів з'єднано мережею з топологією Fat Tree. Кожен обчислювальний вузол являє собою систему з 8 векторних процесорів з розділеною пам'яттю обсягом 120 Гб. Загальний обсяг пам'яті суперкомп'ютера становить 20 Тб. Виконанням завдань на суперкомп'ютері займається пакетна операційна система Network Queuing System II (NQSII). Суперкомп'ютер підключено до мережі і з'єднано через неї з сервером входу (Login Server), сервером графіки (Graphics Server), із загальною мережею агентства JAMSTEC та науковою мережею SINET4 (Science Information NETwork).
На тесті LINPACK суперкомп'ютер показав результат 122,4 Тфлопс і зайняв 22-е місце в списку TOP500 за червень 2009 року. В листопаді 2013 року займає 472-е місце.

## Earth Simulator 3
У березні 2015 року проведено новий апгрейд Earth Simulator. Суперкомп'ютер переведено на архітектуру NEC SX-ACE і завдяки цьому його продуктивність зросла в 10 разів: загальна обчислювальна потужність суперкомп'ютера становить тепер 1,3 Пфлопс. Суперкомп'ютер складається з 5120 обчислювальних вузлів з одним 4-ядерним процесором з тактовою частотою 1 ГГц, обчислювальною потужністю 256 Гфлопс і оперативною пам'яттю 64 ГБ. Загальний обсяг дискової пам'яті — 13,5 ПБ, обсяг загальної оперативної пам'яті — 320 ТБ, топологія мережі між вузлами — Fat Tree, через мережу з'єднаний зі сховищем SGI UV 2000.
Суперкомп'ютер працює під керуванням операційної системи SUPER-UX, розробленої спеціально для суперкомп'ютерної платформи SX на основі BSD і SVR4.2MP.

## ФотографіїEarth Simulator

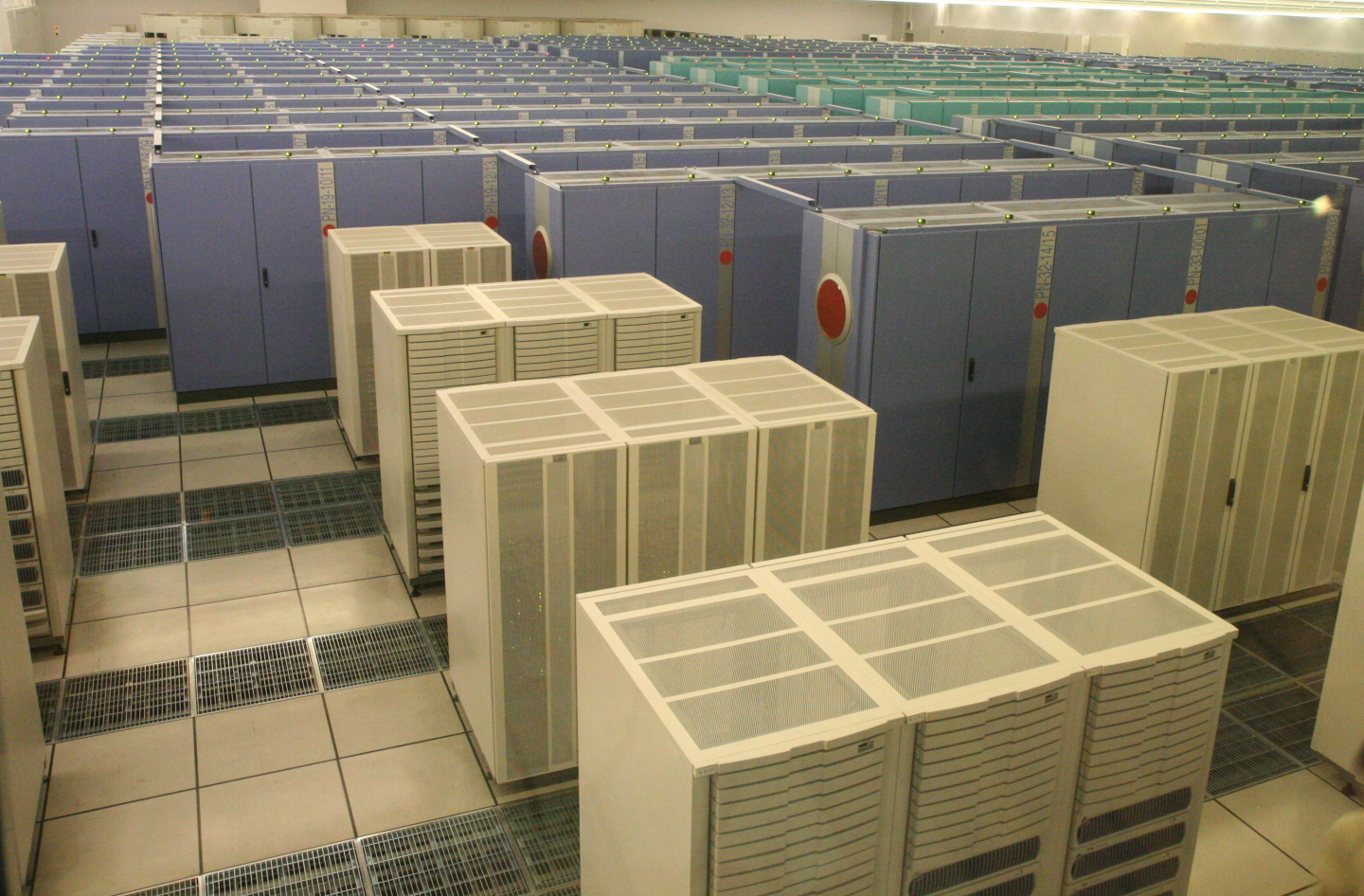
Earth Simulator у першому варіанті 2002 року
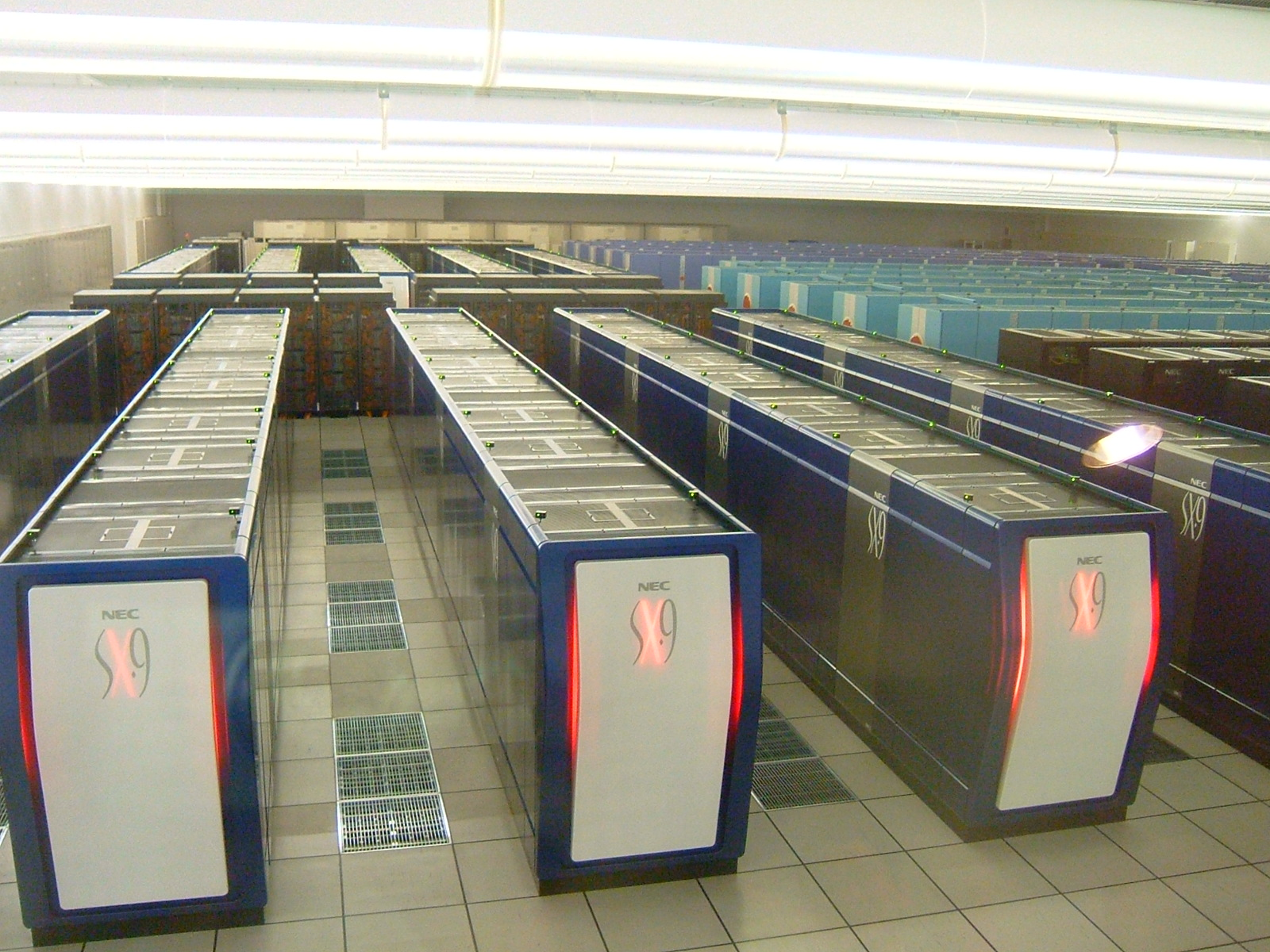
Оновлена версія - Earth Simulator 2 (2009)
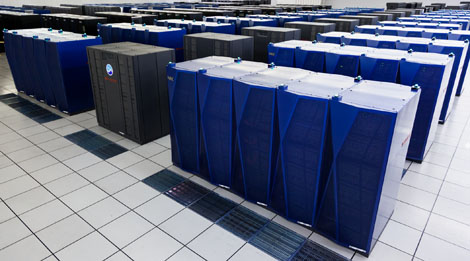
Оновлена версія - Earth Simulator 3 (2015)